# Jęczydół
Jęczyół (deutsch Brenkenhofswalde) ist ein Dorf in der Woiwodschaft Westpommern in Polen. Es gehört zur Gmina Kobylanka (Gemeinde Kublank) im Powiat Stargardzki (Stargarder Kreis).

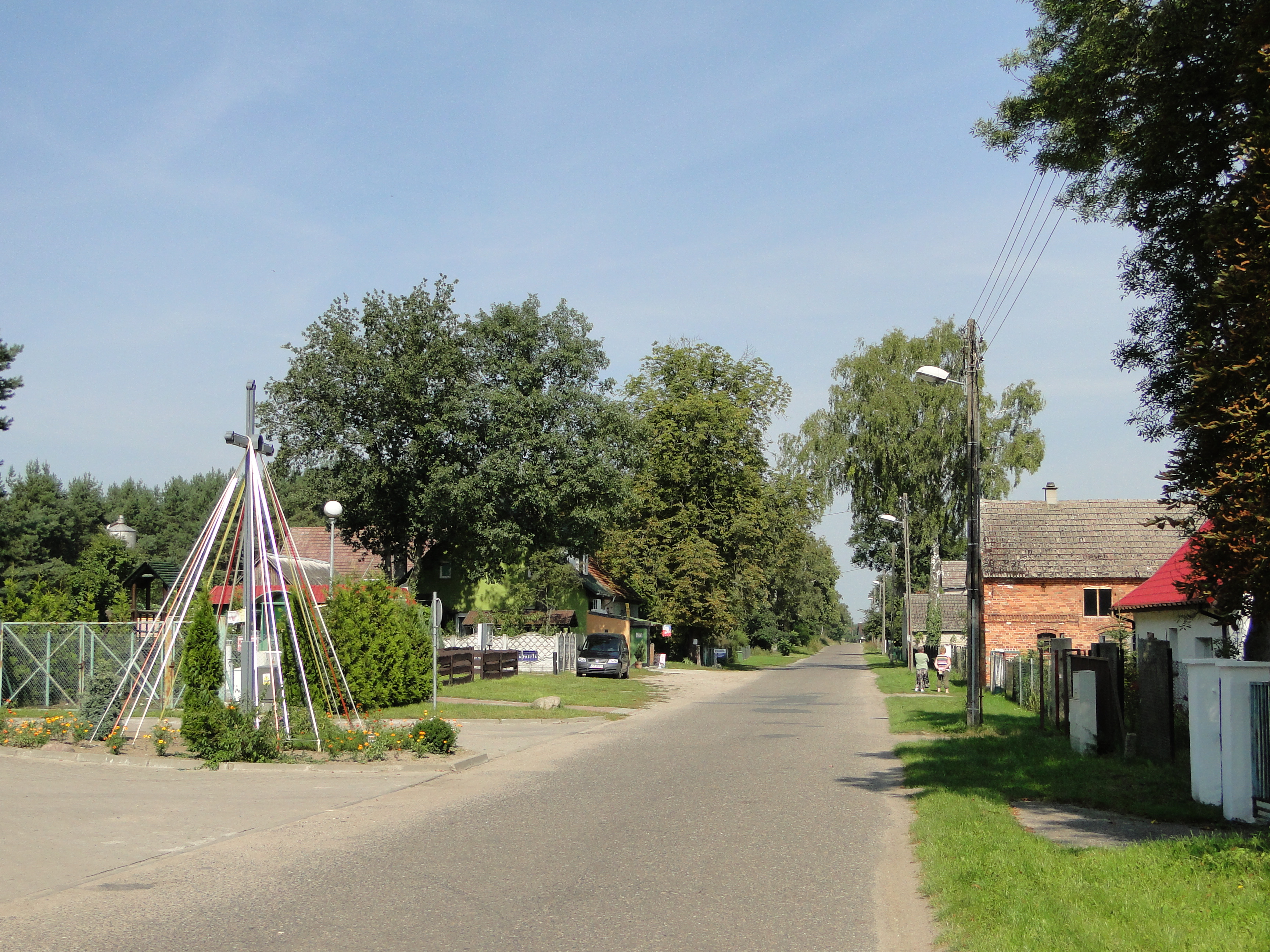
Dorfstraße (2011)

## Geographische Lage
Das Dorf liegt in Hinterpommern nahe am westlichen Ufer des Madüsees (poln. Jezioro Miedwie), etwa 25 Kilometer südöstlich von Stettin, 25 Kilometer ostnordöstlich von Gryfino (Greifenhagen), zehn Kilometer westlich von Stargard und sechs Kilometer nordöstlich von Kołbacz (Kolbatz).

## Geschichte
Das Dorf ist nach dem preußischen Beamten und Staatsmann Brenkenhoff benannt, der ab 1770 den Wasserspiegel des Madüsees absenken ließ, um durch Trockenlegung Siedlungsland zu gewinnen.
Im Jahr 1925 hatte Brenkenhofswalde ein Gemarkungsfläche von 2,2 km² und 181 evangelische Einwohner, die in 43 Haushaltungen lebten und in Kublank eingepfarrt waren. 1933 und 1939 hatte Brenkenhofswalde 178 bzw. 188 Einwohner.
Im Jahr 1945 gehörte Brenkenhofswalde zum Landkreis Greifenhagen im Regierungsbezirk Stettin der preußischen Provinz Pommern des Deutschen Reichs. Brenkenhofswalde war dem Amtsbezirk Belkow zugeordnet.
Gegen Ende des Zweiten Weltkriegs wurde die Region von der Roten Armee besetzt. Nach Einstellung der Kampfhandlungen wurde Brenkenhofswalde mit ganz Hinterpommern mit Ausnahme militärischer Sperrgebiete seitens der sowjetischen Besatzungsmacht der Volksrepublik Polen zur Verwaltung überlassen. Anschließend wanderten Polen zu. Brenkenhofswalde wurde in „Jęczydół“ umbenannt. In der Folgezeit wurde die einheimische Bevölkerung von der polnischen Administration aus Brenkenhofswalde vertrieben.